# Ruyan

Karta över norra Iran med traditionella geografiska gränser.

Ruyan (persiska: رویان), senare även Rustamdar ( رستمدار), var ett bergigt distrikt som omfattade den västra delen av Mazandaran, en region på den kaspiska kusten i norra Iran.
I iransk mytologi förekommer Ruyan som en av de platser varifrån den legendariske bågskytten Ârash sägs ha skjutit sin pil, vilken nådde Khorasan där den markerade gränsen mellan Iran och Turan. Regionen förekommer först historiskt som ett av kung Gushnasps och hans ättlingars länder, vilka var vasaller till sasaniderna fram tills de avsattes av shahanshah Kavad I mellan sent 400-tal och tidigt 500-tal.